# Asian Dub Foundation
Pour les articles homonymes, voir ADF.
Asian Dub Foundation (ADF) est un groupe de musique électronique alternative anglais. Il mélange dub, hip-hop, dancehall, drum’n’bass, ragga, raga rock, jungle, bhangra et pop rock.
Le groupe se produit sur scène dans différentes configurations : annoncé en tant que Asian Dub Foundation, il s’agit du groupe entier ; si on parle de Asian Dub Foundation Sound System, seul le DJ mixe et passe la musique d’autres artistes, un ou deux MC rappant par-dessus.
Les membres du groupe s'occupent de l’Asian Dub Foundation Education (ADFED) à Londres, dont le but est de permettre au plus grand nombre de produire de la musique gratuitement grâce à des stages d’une dizaine de mois. Une filiale a été créée à Amsterdam par un ancien élève.

## Biographie
Le groupe se forme en 1993 à la suite de la diffusion du documentaire Identical Beat, un film tourné au Farringdon Community Music House à Londres, un lieu où des ateliers étaient conçus pour enseigner aux enfants d'origine sud-asiatique les bases des technologies de la musique. Les responsables de ces ateliers, Aniruddha Das, John Pandit aussi connu comme DJ et un de leurs étudiants, Deeder Zaman, un rappeur bengali de 14 ans, forment un sound system qu'ils appellent Asian Dub Foundation. Plus tard, les ateliers eux-mêmes seront rebaptisés Asian Dub Foundation Education.
Chacun adopte un pseudonyme — le bassiste/claviste Das devient Dr. Das, Pandit devient Pandit G, et Zaman devient Master D — et ils évoluent petit à petit en un groupe engagé en incorporant l'initiateur du Higher Intelligence Agency (en), le guitariste Steve Chandra Savale, un interprète connu pour accorder son instrument à la manière d'un sitar, utilisant la distorsion au maximum et jouant à l'aide d'un couteau, ce qui lui vaut le surnom de « Chandrasonic ».
Émergeant dans un climat de violence anti-sudasiatique au Royaume-Uni, leurs premières démos leur permettent d'obtenir un contrat avec Nation Records, et ils sortent leur premier EP Conscious en 1994. Ils assurent quelques représentations en France, où elles fonctionnent mieux que dans leur pays, car ces années-là au Royaume-Uni, c'est surtout le trip hop qui est en vogue[réf. nécessaire].

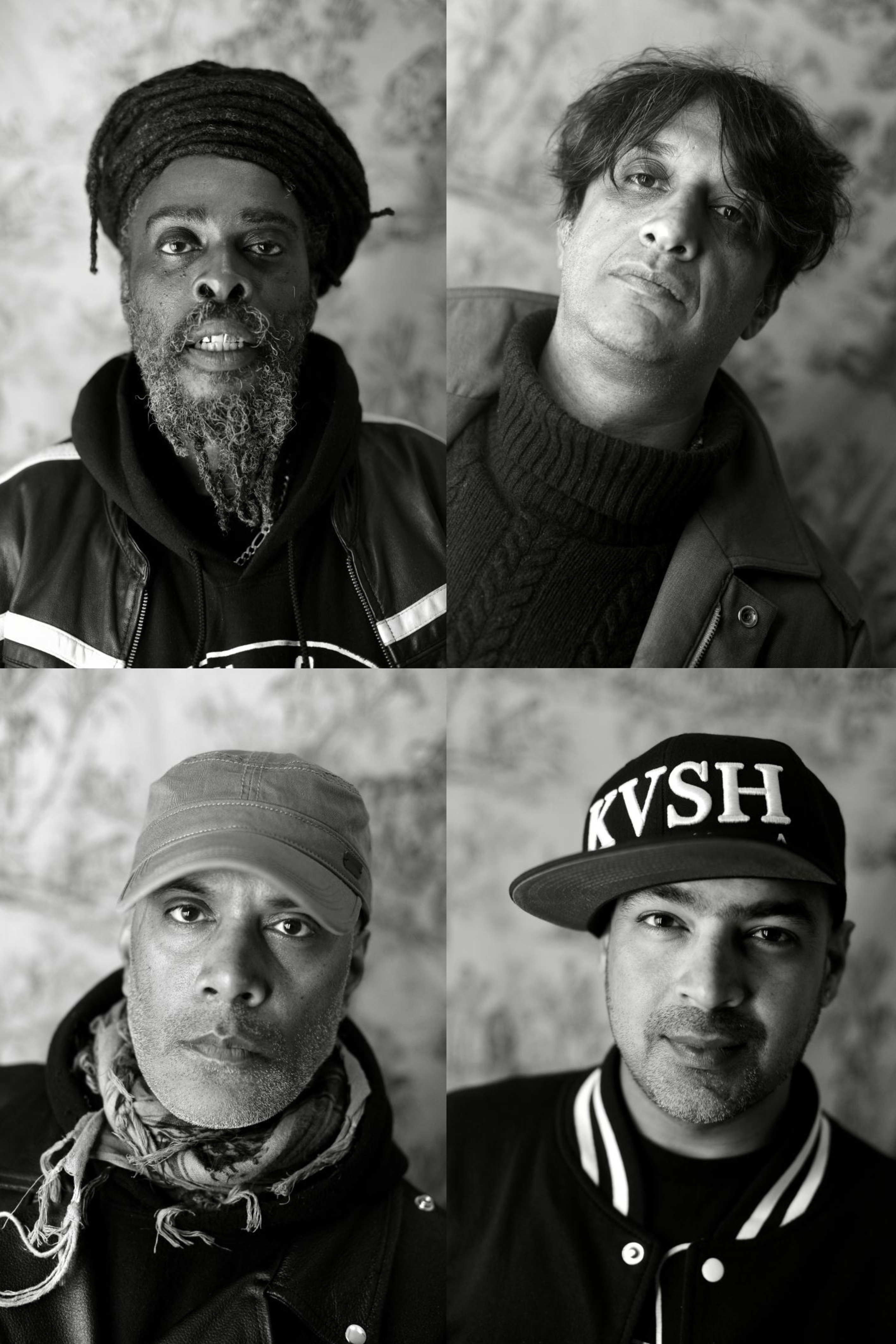
Asian Dub Foundation - Festival 7ème Vague 2015.

Leurs influences vont du punk à la musique ambiante des chansons folkloriques bengali. Asian Dub Foundation gagne rapidement une réputation non seulement parmi les clubbers mais également parmi les mouvements contre le racisme, qui applaudissent les prestations vocales du groupe et leurs prises de positions politiques.
Après avoir gagné une réputation en tant qu'interprètes live, le groupe — qui a maintenant intégré le danseur Bubble-E et un deuxième DJ Sun-J — gagne l'acclamation générale en 1995 pour son single Rebel Warrior.
Deeder Zaman quitte le groupe après un dernier concert la veille de la nouvelle année 2001. Dans le groupe depuis l'âge de quatorze ans, il a voulu avoir une coupure avec la musique, particulièrement pour approfondir ses envies de tourisme et explorer d'autres possibilités de la vie. Il continue à travailler avec des associations citoyennes pour les droits civiques et avec des organismes antiracistes. 
À la suite du départ de Deeder, MC Spex (MC), Aktarvata (DJ drum and bass) et Lord (MC) du groupe The Invasian, qui participaient déjà au Asian Dub Foundation Sound System, sont accueillis au sein du Asian Dub. Leur première réelle participation a lieu pour le titre Enemy of the enemy.
En 2002, Deeder, avec Trevor Boucaud (dit Passion), forme Rebel Uprising. Passion était le batteur de African Head Charge (en) (On-U Sound) et de certains groupes internationaux de reggae comme The Mighty Diamonds, Ricky Tuffy, Michael Prophet et quelques autres. Le chant particulier de Deeder ont apporté une voix unique à Rebel Uprising. Le bassiste Dennis Rootical (d'Irration Steppas et de Kitarchi) rejoint Rebel Uprising quelque temps plus tard. Rebel Uprising est un mélange particulier de drum and bass, singjaying, roots, jungle beats et de rap.
Vers mai 2001, Chandrasonic a l'idée de projeter La Haine, le film de Mathieu Kassovitz, car il devient d'actualité au Royaume-Uni : il y a des émeutes dans le nord du pays où le Parti national britannique, parti fasciste, a organisé des attaques racistes, et la police harcèle les jeunes d'origine sud-asiatique, en particulier dans les quartiers HLM. Ce projet se concrétise en 2002 par des prestations live qui reçoivent un très bon accueil, notamment de la part du cinéaste français, et il est envisagé de les diffuser sur support DVD.
Fin 2002, le groupe s'agrandit encore avec l'arrivée dans ses rangs de Rocky Singh, un batteur, et Pritpal Rajput (dit Cyber), un joueur de dhol et de tablâ, le premier étant un instrument de musique populaire indienne, l'autre un instrument de la musique classique indienne.
le 28 février 2005, sort l'album Tank dont les voix sont assurées par Ghetto Priest, Lord et Spex. Ghetto Priest assure également quelques prestations vocales pour le groupe de Deeder, Rebel Uprising.
Ils mettent ensuite en place une prestation live autour du célèbre film La Bataille d'Alger, qui avait gagné une grande popularité après que la France a reconnu l'utilisation de la torture pendant la vague de terrorisme qui eut lieu à Alger vers 1957. Certains y virent un parallèle avec les événements en Irak[réf. souhaitée].
Asian Dub Foundation travailla également à un opéra dub/punk, Gaddafi : A Living Myth, à propos du leader libyen Mouammar Kadhafi, et dont la première a eu lieu au London Coliseum le 7 septembre 2006.
Dr Das annonce en mai 2006 qu'il quitte Asian Dub Foundation pour reprendre l'enseignement et produire sa propre musique. Le nouveau bassiste est alors Martin Savale, alias Babu Storms, qui jouait déjà de la basse dans le groupe Swami (au côté de Rocky Singh).
En 2007, sort un Best of intitulé Time Freeze 1995 / 2007, qui contient une piste inédite interprétée par Deeder Zaman, le chanteur originel du groupe.
La sortie d'un nouvel album est alors prévue pour la fin de l'année 2007, dont l'intitulé, non encore défini, devait être ou s'approcher de Banned From The Future, mais sa sortie est repoussée à mars 2008 et l'album sera finalement baptisé Punkara.
MC Spex quitte à son tour la formation pour des raisons personnelles. Un nouveau chanteur est alors formé par le groupe pour assurer la suite : il s'agit d'Al Rumjen (ex King Prawn (en)), qui chantera donc aux côtés de Ghetto Priest.
En 2011, sort l'album A History Of Now. Ses paroles sont très axées sur le contexte social et politique des dernières années, comme le montrent les icônes qui apparaissent sur la pochette de l'album.
2013 marque la sortie de l'album The Signal And The Noise et 2015, celle de l'album qui en constitue la suite More signal, more noise.

## Composition

### Membres fondateurs
- Dr. Das
- Master D (Deeder Zaman)
- Pandit G
- Chandrasonic

### Membres actuels
- Steve Chandra Savale (Chandrasonic)
- Aktar Ahmed (Mc Aktarvata)
- Rocky singh
- Ghetto Priest
- Nathan "flutebox" Lee
- Dr Das

## Discographie

### Vidéographie
- 2003 - Asian Dub Foundation live: Keep Bangin' on the Walls, enregistré à l'Ancienne Belgique de Bruxelles